# Маргарита Баварская (1442—1479)
Маргари́та Бава́рская (нем. Margarete von Bayern, итал. Margherita di Baviera; 1 января 1442, Мюнхен, герцогство Баварское — 14 октября 1479, Мантуя, маркграфство Мантуанское) — принцесса из дома Виттельсбахов, урождённая принцесса Баварская, дочь Альбрехта III, герцога Баварии. Жена маркграфа Федерико I; в замужестве — маркграфиня Мантуанская.

## Биография

### Происхождение
Принцесса Маргарита родилась 1 января 1442 года в Мюнхене. Она была пятым ребёнком и первой дочерью в семье Альбрехта III Благочестивого, герцога Баварии и Анны Брауншвейг-Грубенгагенской, принцессы из дома Вельфов. По отцовской линии приходилась внучкой Эрнсту, герцогу Баварии и Елизавете Висконти, аристократке из дома Висконти. По материнской линии была внучкой Эриха I, князя Грубенгагена и герцога Брауншвейг-Люнебурга и Елизаветы Брауншвейг-Гёттингенской, принцессы из дома Вельфов.

### Брак и потомство
О ранних годах Маргариты ничего неизвестно. Впервые в документах она упоминается под 1462 годом, в контексте переговоров об её свадьбе с наследным принцем Мантуанского маркграфства. Брак носил династический характер и должен был укрепить и расширить экономические и торговые отношения между Мюнхеном и Мантуей. Жених по материнской линии состоял в дальнем родстве с невестой. Переговоры о свадьбе Маргариты и Федерико, которые вели его мать и её братья, прошли в августе — сентябре 1462 года. Брачный контракт был подписан в Мантуанском замке 8 сентября 1462 года.
В апреле 1463 года, после урегулирования вопросов с приданым невесты в десять тысяч флоринов, принцесса выехала к жениху. 22 мая того же года в Инсбруке её встретила делегация из Мантуанского маркграфства, которую возглавляли Джанфранческо и Родольфо, деверя Маргариты. Участвуя в богослужениях на территории тирольского графства, на которое римским папой Пием II был наложен интердикт, члены делегации также попали под отлучение. Их участие было вынужденным, чтобы не оскорбить родственников невесты. Поэтому ещё до возвращения делегации на родину, их эмиссару в Риме удалось убедить римского папу издать буллу, снимающую с них отлучение.
В Мантуе 7 июня 1463 года Маргарита сочеталась браком с Федерико, будущим маркграфом Мантуи под именем Федерико I. Свадебные торжества длились три дня. В письмах к родственникам, муж и свекровь одобрили привлекательную внешность принцессы и её кроткий нрав. Несмотря на слабое здоровье, она родила мужу шестерых детей, трёх мальчиков и трёх девочек:
- Кьяра (1.7.1464 — 2.6.1503), венецианская патрицианка, 24 февраля 1481 года сочеталась браком с Жильбером (1443 — 15.10.1496), 5-м графом де Монпансье и 15-м дофином Оверни;
- Франческо (10.8.1466 — 29.3.1519), венецианский патриций, маркграф Мантуи по именем Франческо II с 1484, 12 февраля 1490 года сочетался браком с Изабеллой Феррарской (8.5.1484 — 13.2.1539), принцессой из дома д’Эсте
- Сиджизмондо[итал.] (1469 — 3.10.1525), венецианский патриций, владелец Солароло с 1514 года, кардинал с 1506 года, апостольский администратор Мантуи с 1511 года;
- Елизавета (9.2.1471 — 28.1.1526), венецианская патрицианка, 11 февраля 1488 года сочеталась браком с Гвидобальдо да Монтефельтро (24.1.1472 — 11.4.1508), 3-м герцогом Урбино;
- Магдалина[итал.] (10.7.1472 — 8.8.1490), венецианская патрицианка, 27 октября 1489 сочеталась браком с Джованни Сфорца (5.7.1466 — 27.7.1510), владельцем Пезаро и Градары;
- Джованни (1474 — 23.7.1525), венецианский патриций, владелец Весковато с 1519 года, основатель Весковатской линии[итал.] дома Гонзага, 20 июня 1491 года сочетался браком с Лаурой Бентивольо[итал.] (ум. 1523), аристократкой из дома Бентивольо.

### Маркграфиня
Выйдя замуж, Маргарита научилась читать и писать на итальянском языке. Первое время она находилась в полном подчинении у свекрови. Её жизнь протекала между дворцом в Мантуе и окрестными замками. По причине слабого здоровья она посещала минеральные источники в Порретта и Петриоло. Выполняя поручение свекрови, лето — осень 1473 года провела при дворе в Мюнхене, где вела переговоры о замужестве золовок: Барбары, которая в следующем году сочеталась браком с герцогом Вюртемберга и Паолы, которая стала женой графа Гориции.
Только после того, как в 1478 году Федерико стал маркграфом, а она маркграфиней, Маргарита заняла первенствующее положение при дворе в Мантуе. Для личного довольствия она получила от мужа ряд имений. Участвуя в войне Милана, Флоренции и Перуджи против арагонского королевства, Фредерико I назначил супругу регентом на время своего отсутствия весной — летом 1479 года. Править феодом Маргарите помогала опытная свекровь, но груз ответственности негативно сказался на слабом здоровье маркграфини. К частой лихорадке прибавились проблемы с желудком. Узнав об ухудшении здоровья жены, Федерико I смог, наконец, вернуться в Мантую. Он опоздал на один день. Маргарита Баварская умерла 14 октября 1479 года. Согласно завещанию покойной, её похороны были скромными. Она попросила похоронить её в рясе терциарной францисканки, закопав в землю в часовне святого Людовика Тулузского — капелле дома Гонзага, в церкви святого Франциска в Мантуе. В некоторых источниках ошибочно указывается, что она похоронена рядом с мужем, останки которого находятся в базилике святого Андрея.